# أندريه ميخنيفيتش
أندريه أناتولوفييتش ميخنيفيتش (بالبيلاروسية: Андрэй Анатолевіч Міхневіч) هو دافع ثقل بيلاروسي ولد في يوم 12 يوليو 1976 في مدينة بابريوسك في بيلاروسيا، على الرغم من تحقيقه لميداليات أولمبية وعالمية كثيرة إلا أنها سحبت منه بعد إكتشاف تناوله للمنشطات، الميدالية الوحيدة التي يحتفظ بها هي ذهبية بطولة العالم لألعاب القوى 2003 في باريس، فيما تم سحب ميداليته البرونزية في دورة الألعاب الأولمبية الصيفية 2008 في بكين. أندريه متزوج من رامية الجلة البيلاروسية نتاليا ميخينيفيتش والتي تم إكتشاف تناولها للمنشطات هي الأخرى ليتم سحب كافة ميدالياتها الأولمبية والعالمية.

## روابط خارجية
- أندريه ميخنيفيتش على موقع الاتحاد الدولي لألعاب القوى (الإنجليزية)
- أندريه ميخنيفيتش على موقع اللجنة الأولمبية الدولية (الإنجليزية)
- أندريه ميخنيفيتش على موقع أوليمبيديا (الإنجليزية)